# ماجد سلطان (ممثل)
ماجد سلطان (30 مايو 1940 - 12 يونيو 2014)، ممثل كويتي. بدايته في عام 1962 وابتعد عن المجال الفني عام 1998.
عاش طفولته في منطقة شرق حيث تلقى تعليمه الابتدائي قبل أن ينتقل إلى مدرسة الصباح ثم مدرسة الصديق وأكمل دراسته بعد ذلك في المدارس المسائية والتحق بعد ذلك بوزارة الإرشاد والأنباء (الإعلام حاليا) وعمل بداية في الإذاعة ثم تحول إلى الإخراج الإذاعي وقدٌم العديد من البرامج، قبل أن يخرج عدة تمثيليات ومسلسلات إلى أن تقاعد من العمل الإذاعي، كما أنه الشقيق الأكبر للفنانة فتات سلطان.

## من أعماله
- صقر قريش
- سكانة مرتة
- ضحية بيت العز
- عزوبي السالمية
- أحمد والأسود
- الساحر حمدان
- درب الزلق
- على هامان يا فرعون
- للأمام سر
- بني صامت
- مدينة الرياح
- سليمان الطيب
- عاد ولكن
- علاء الدين

كما ويعتبر الفنان ماجد سلطان أيضا شاعر أغاني وله العديد من الأغاني التي قام بغنائها له المطربين من أشهرها أغنية حلفت عمري للمطرب حسين جاسم 

## وفاته
توفي في 12 يونيو 2014 بعد صراع طويل مع المرض عن عمر يناهز أربعة وسبعون عاما.

## روابط خارجية
- ماجد سلطان على موقع قاعدة بيانات الأفلام العربية